# Милый лжец
«Милый лжец» (полное название: «Милый лжец: комедия в письмах») — пьеса американского актера и журналиста Джерома Килти по материалам уникальной переписки, которую в течение многих лет вели драматург Бернард Шоу и актриса миссис Патрик Кэмпбелл. Диалог — это их настоящие слова, взятые из писем. Актриса в шутку называла Шоу «Милым лжецом».
Письма нашли в шляпной картонке под кроватью миссис Пат (так называли запросто знаменитую актрису) после её смерти в 1940 году на юге Франции. Картонку спасла одна англичанка, которая похоронила актрису и, бросив все её остальные вещи, увезла письма с собой в Англию за пять дней до того, как немцы заняли Париж.

## Действующие лица
| Изображение            | Персонаж               | Профессия |
| ---------------------- | ---------------------- | --------- |
| Бернард Шоу            | Бернард Шоу            | драматург |
| Стелла Патрик Кэмпбелл | миссис Патрик Кэмпбелл | актриса   |

## Переводы
- Русский
  - Елена Голышева, Борис Изаков
  - Эльза Триоле
- Французский
  - Жан Кокто

## Известные постановки
| Год            | Страна                  | Театр                                                              | Название   | Режиссёр             | Бернард Шоу                                         | миссис Патрик Кэмпбелл | Телеверсия                                     |
| -------------- | ----------------------- | ------------------------------------------------------------------ | ---------- | -------------------- | --------------------------------------------------- | ---------------------- | ---------------------------------------------- |
| 1957           | США, Нью-Йорк           |                                                                    | Милый лжец |                      |                                                     |                        |                                                |
|                | Франция, Париж          | Театр «Athene»                                                     | Милый лжец | Джером Килти         | Пьер Брассёр                                        | Мария Казарез          |                                                |
| 1961           | СССР, Ленинград         | Ленинградский театр комедии                                        | Милый лжец |                      | Лев Колесов                                         | Елена Юнгер            |                                                |
| 1962           | СССР, Москва            | Московский художественный академический театр им. М. Горького      | Милый лжец | Иосиф Раевский       | Анатолий Кторов                                     | Ангелина Степанова     | «Милый лжец» (1976), режиссёр — Анатолий Эфрос |
| 1963           | СССР, Москва            | Театр имени Моссовета                                              | Милый лжец | Григорий Александров | Михаил Романов (после его смерти — Ростислав Плятт) | Любовь Орлова          |                                                |
| 1978           |                         |                                                                    | Милый лжец |                      |                                                     | Эдвиж Фёйер            |                                                |
| 1994 9 мая     | Россия, Москва          | Государственный академический театр им. Е. Вахтангова              | Милый лжец | Адольф Шапиро        | Василий Лановой                                     | Юлия Борисова          | «Милый лжец» (2001), режиссёр — Пётр Кротенко  |
| 2000 24 июня   | Россия, Санкт-Петербург | Санкт-Петербургский академический театр комедии им. Н. П. Акимова  | Милый лжец | Юрий Аксенов         | Игорь Дмитриев                                      | Эра Зиганшина          |                                                |
| 2007 12 ноября | Украина, Киев           | Национальный академический театр русской драмы имени Леси Украинки | Милый лжец | Юрий Аксенов         | Юрий Гребельник                                     | Татьяна Назарова       | «Милый лжец», режиссёр — Н. Грабченко          |

## В России
- Сделать русскоязычный перевод пьесы впервые предложила Эльза Триоле для Любови Орловой. Но за время официального оформления заказа, перевода, принятия решения о постановке пьесы в Театре имени Моссовета прошло три года. За это время пьесу в переводе Елены Голышевой и Бориса Изакова поставили в нескольких театрах[3].
- В 2008 году по распоряжению владельца прав на пьесу Государственный академический театр им. Е. Вахтангова вынужден снять пьесу «Милый лжец» с репертуара. Письмо с запретом подписано Бадди Томасом, директором американского театрального агентства International Creative Management, который представляет интересы Джерома Килти[4].